# Pterocles quadricinctus

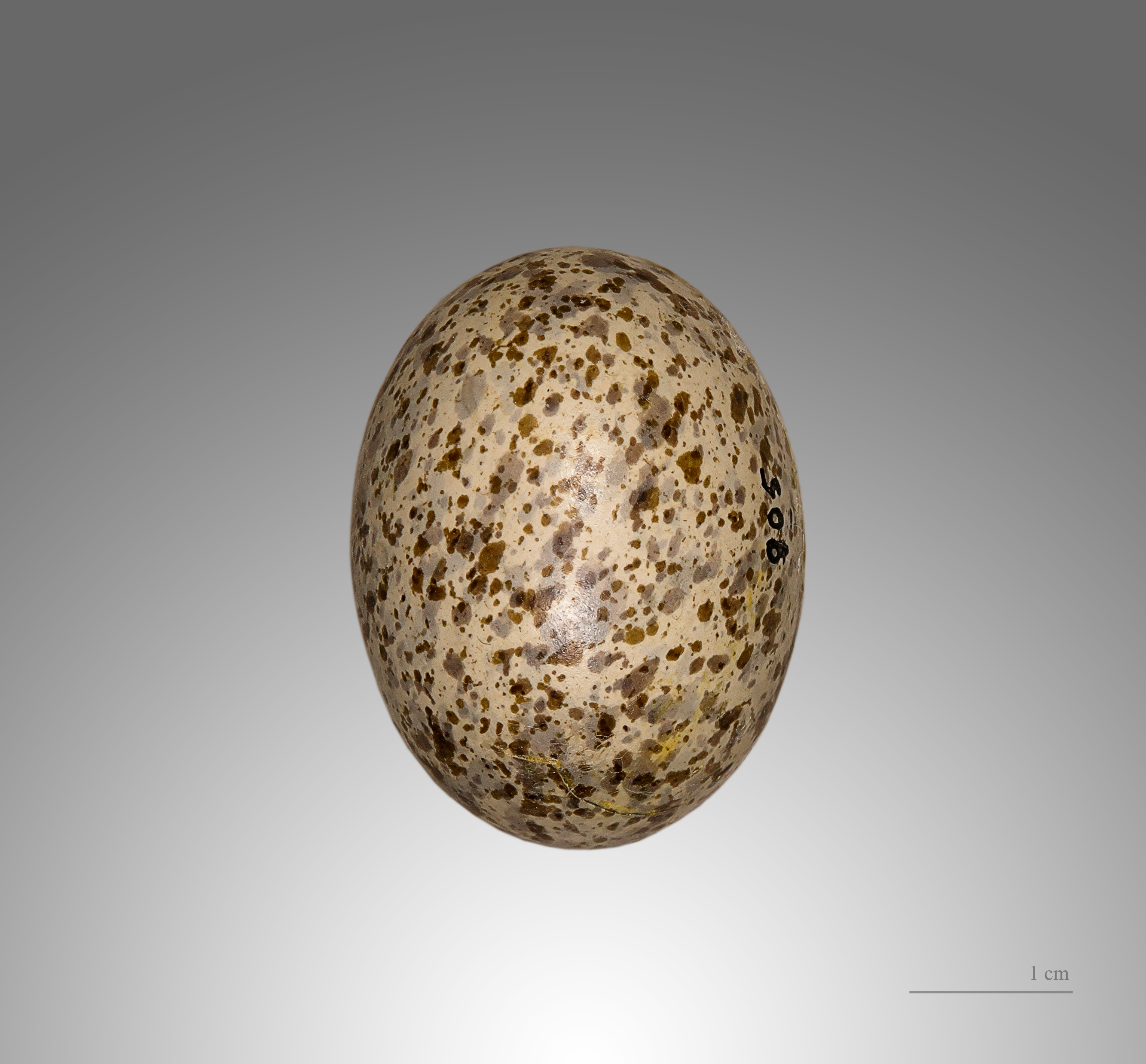
Pterocles quadricinctus

Pterocles quadricinctus là một loài chim trong họ Pteroclidae.